# Alfred Casile
Pour les articles homonymes, voir Casile.
Alfred Casile, né le 9 février 1848 à Marseille et mort dans la même ville le 1er juin 1909, est un peintre français.
Il est le grand-père de l'actrice Geneviève Casile, sociétaire honoraire de la Comédie-Française.

## Biographie
Alfred Casile est né au no 15 rue Fontaine-Larmeny à Marseille, d'une mère de vieille souche marseillaise et d'un père corse qui occupe un poste élevé dans les chemins de fer. Il est l'élève de Philippe-Auguste Jeanron à l'École des beaux-arts de Marseille. D'abord employé à la Compagnie des docks, il se rend à Paris en 1879.
Il devient un peintre à part entière à partir de 1880 où il effectue un premier envoi, Une Falaise en Normandie, au Salon des artistes français. Installé à Paris, il est l'élève d'Antoine Guillemet et fait la connaissance des peintres Camille Pissarro, Alfred Sisley et Claude Monet.
Après un voyage en Italie, il revient à Marseille où il se marie le 19 décembre 1891 avec Constance Dutoint, jeune bruxelloise rencontrée à Paris. Sa fille cadette épousera le peintre Louis-Mathieu Verdilhan. Il séjourne en Belgique et peint à Bruxelles, Anvers, Gand, Blankenberge et Bruges.
De retour à Marseille où il s'établit définitivement boulevard de la Corderie, il devient un artiste officiel, membre de la commission administrative de l'Association des Artistes marseillais. Il s'adonne à l'absinthe et meurt le 1er juin 1909.

## Œuvre
Bien que méridional, il est surtout attiré par les paysages nordiques qu'il peint dans une gamme de lumières grises et de teintes estompées.

### Œuvres dans les collections publiques
- Aix-en-Provence, musée Granet : Les Ruines de Fos.
- Avignon, musée Calvet : L'Abbaye de Montmajour, près d'Arles, huile sur toile, 151 × 226 cm[4] .
- Béziers, musée des beaux-arts : Vue de la rade de Marseille[5].
- Cannes, musée de la Castre : Falaise à Dieppe.
- Dieppe, château de Dieppe : Le Port de Dieppe, huile sur carton, 32 × 25 cm[6].
- Évreux, musée d'Évreux : Terrains du Lazaret, huile sur toile, 120 × 200 cm[7].
- Grenoble, musée de Grenoble : La Durance, huile sur toile, 150 × 225 cm[8].
- Marseille :
  - Chambre de commerce et d'industrie Marseille-Provence : La Joliette en 1890[9] ; Les Ports marchands[3]
  - musée Cantini : Marine, huile sur toile, 38,5 × 51,5 cm[10].
  - musée des beaux-arts :
    - Quai du Rhône à Avignon[11] ;
    - Vue de Paris : l'estacade, huile sur toile, 200 × 250 cm[12] ;
    - Plage de Villerville, huile sur toile, 35 × 65 cm[13] ;
    - Paysage marin, huile sur toile, 54 × 95 cm[14].

  - musée Grobet-Labadié :
    - Le Pont Saint-Bénézet à Avignon, huile sur bois, 20 × 34 cm[15] ;
    - Paysage au fleuve, huile sur toile, 22 × 40,8 cm[16] ;
    - Paysage, les amandiers en fleurs, huile sur bois, 38,5 × 21,5 cm, avec dédicace À mon ami Grobet[17].

  - musée de la Marine : Les Abords du bassin du Lazaret, 1884.
  - Musée Regards de Provence : La Plage du Prado, vers 1880[18]
- Toulon, musée d'art de Toulon : Bord de l'Escaut à Anvers[19].

### Œuvre en collection privée référencée
- L'Étang de Berre[20].

## Galerie

Œuvres d'Alfred Casile
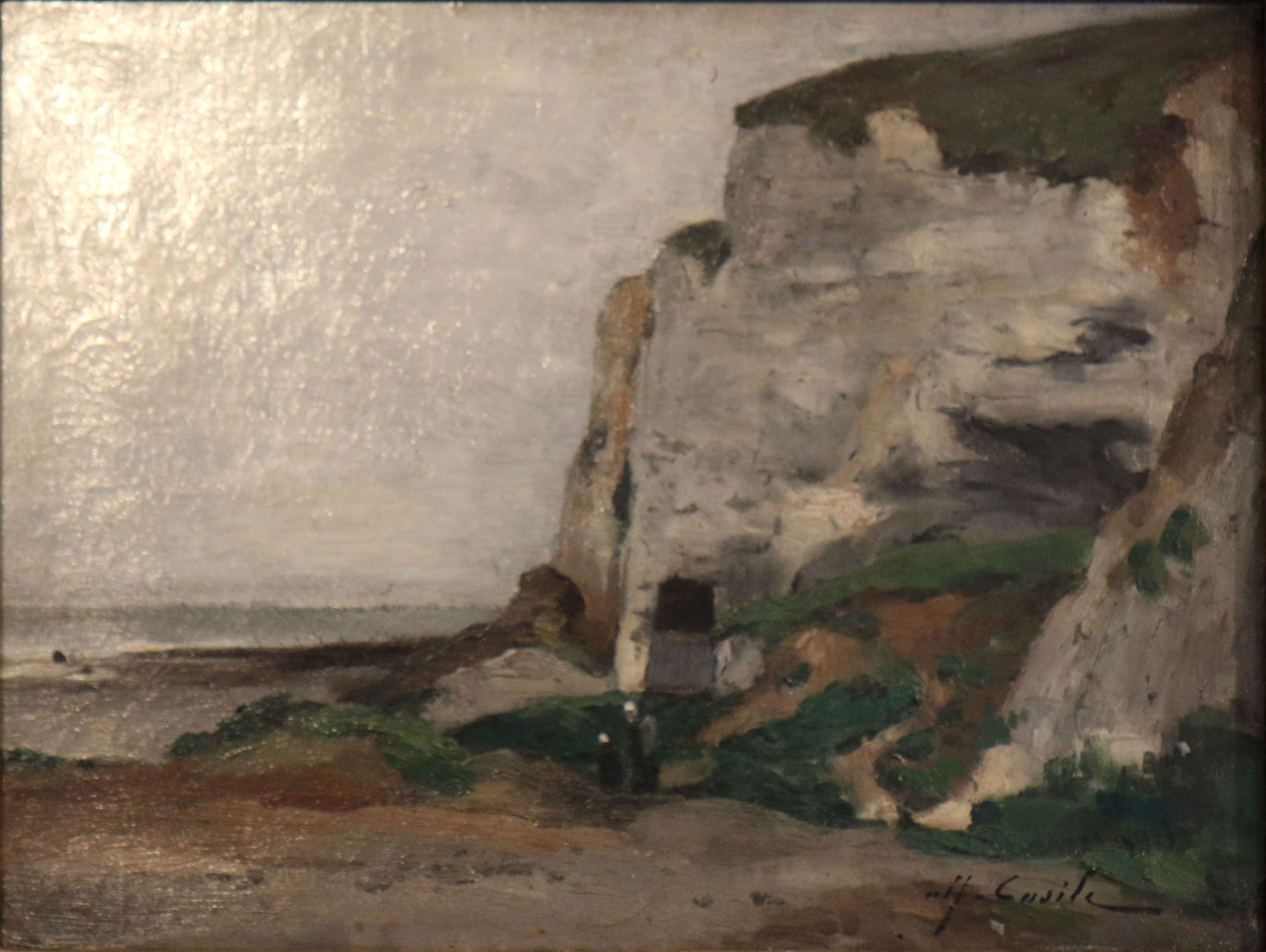
Falaise à Dieppe, Cannes, musée de la Castre.
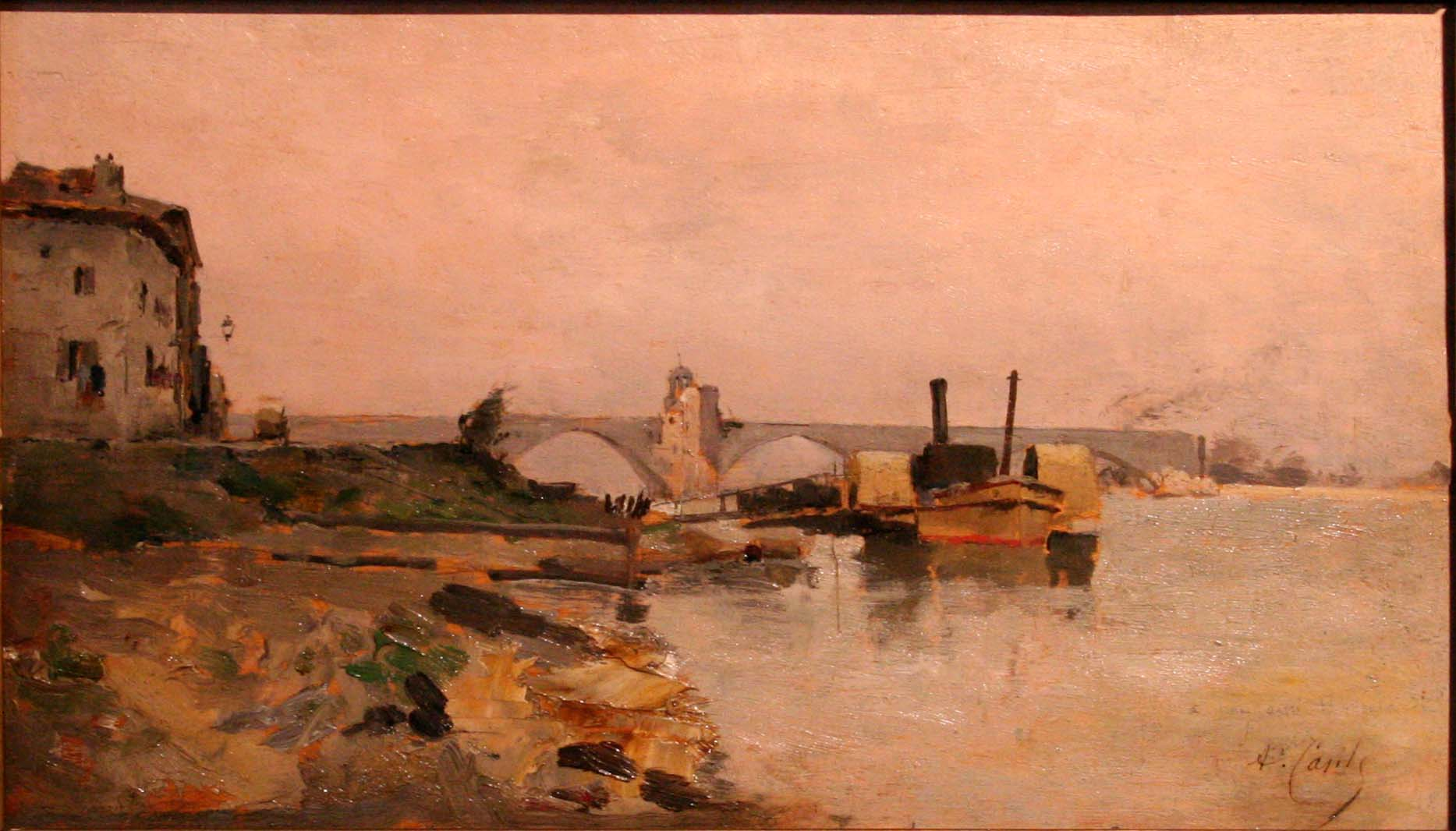
Le Pont Saint-Bénézet d'Avignon, Marseille, musée Grobet-Labadié.
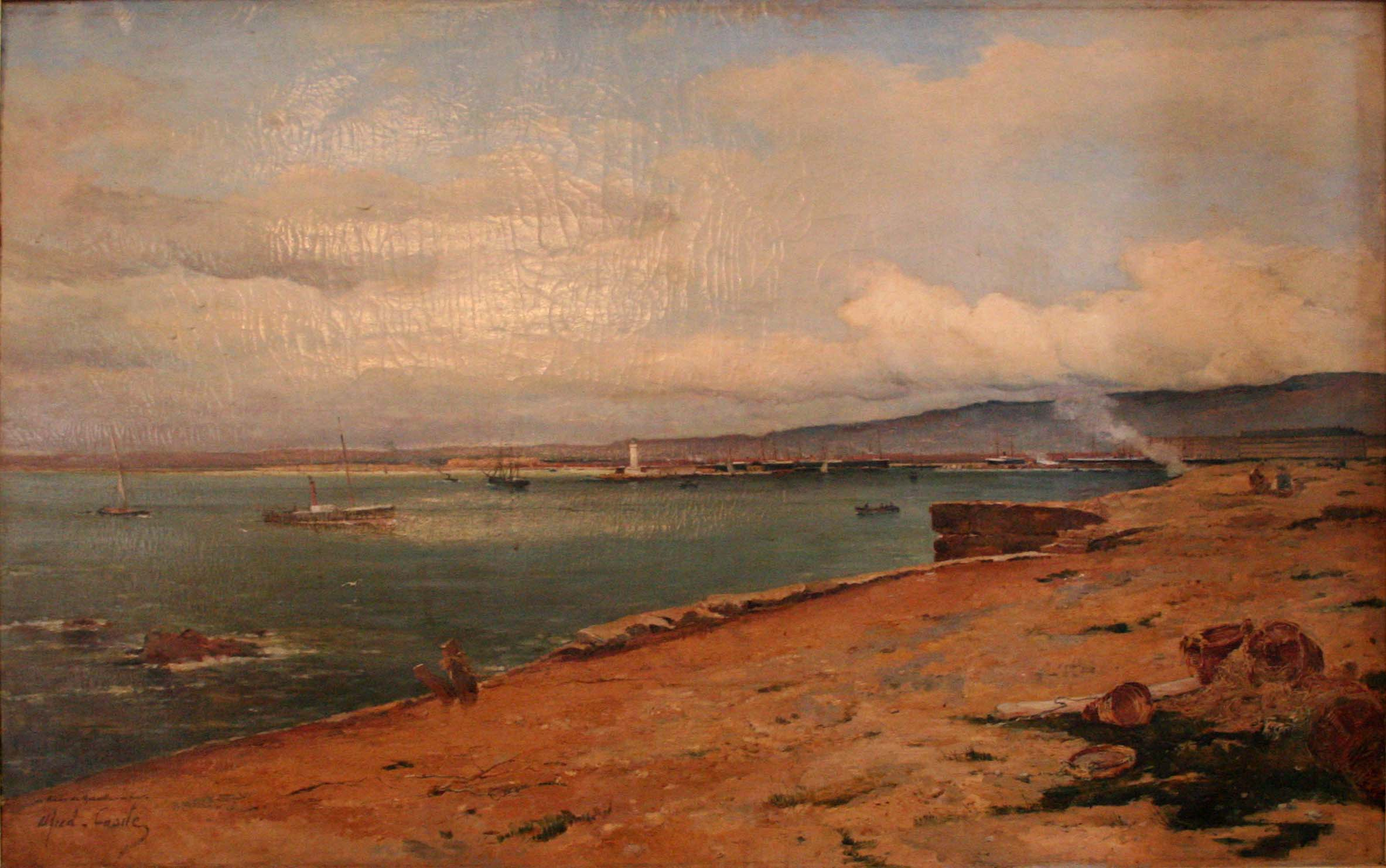
La Rade de Marseille en hiver, musée des beaux-arts de Béziers.
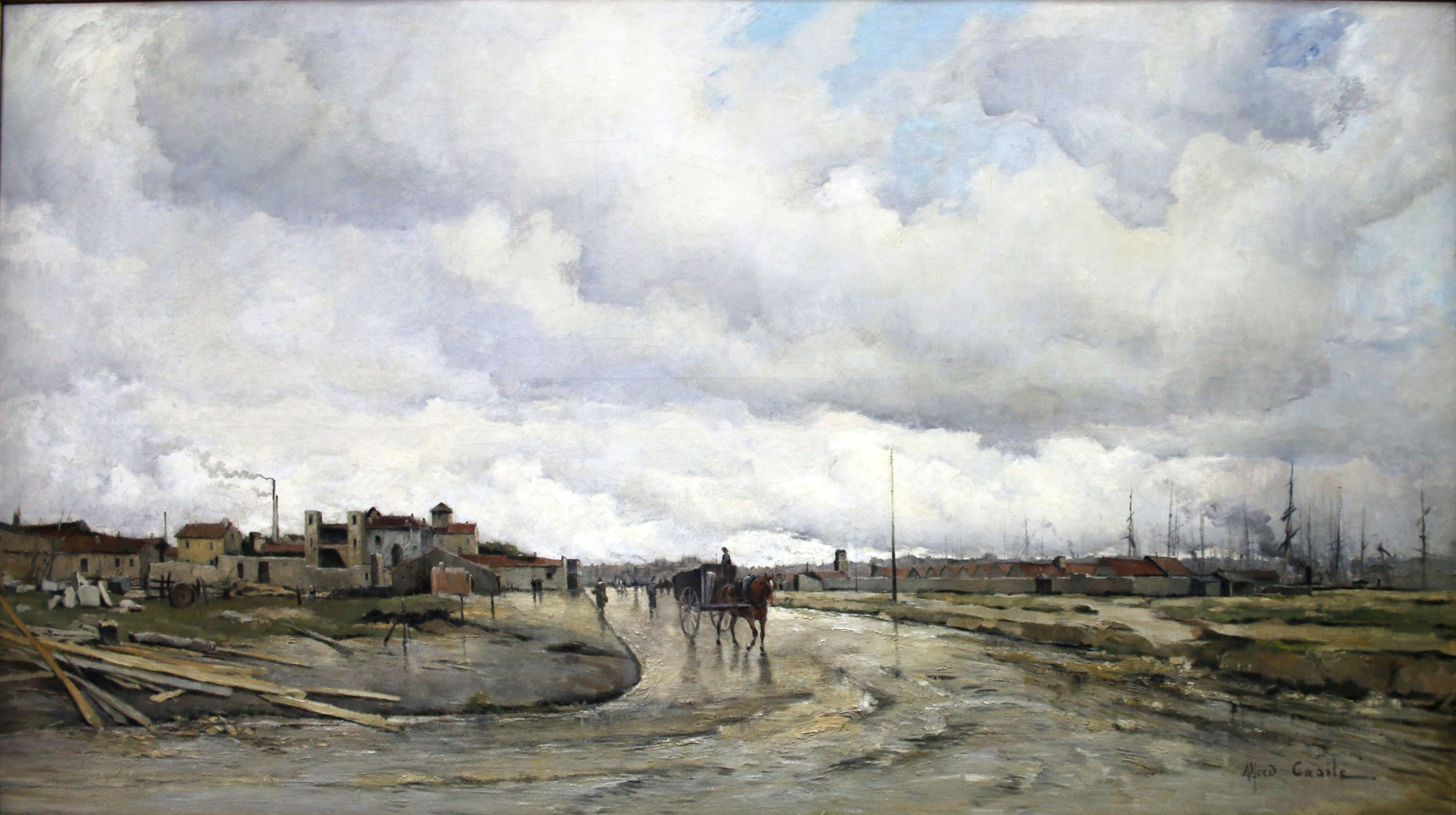
Les Abords du bassin du Lazaret (1884), Marseille, musée de la Marine.

## Hommage
Une rue de Marseille porte son nom.